# Vasselay
Vasselay és un municipi francès, situat al departament de Cher i a la regió de Centre – Vall del Loira. L'any 2007 tenia 1.145 habitants.

## Demografia

### Població
El 2007 la població de fet de Vasselay era de 1.145 persones. Hi havia 414 famílies, de les quals 56 eren unipersonals (24 homes vivint sols i 32 dones vivint soles), 126 parelles sense fills, 191 parelles amb fills i 41 famílies monoparentals amb fills.
La població ha evolucionat segons el següent gràfic:
Habitants censats

### Habitatges
El 2007 hi havia 452 habitatges, 424 eren l'habitatge principal de la família, 17 eren segones residències i 11 estaven desocupats. 449 eren cases i 2 eren apartaments. Dels 424 habitatges principals, 379 estaven ocupats pels seus propietaris, 38 estaven llogats i ocupats pels llogaters i 7 estaven cedits a títol gratuït; 1 tenia una cambra, 14 en tenien dues, 59 en tenien tres, 91 en tenien quatre i 259 en tenien cinc o més. 332 habitatges disposaven pel capbaix d'una plaça de pàrquing. A 127 habitatges hi havia un automòbil i a 284 n'hi havia dos o més.

### Piràmide de població
La piràmide de població per edats i sexe el 2009 era:
| Homes | Edats   | Dones |
| ----- | ------- | ----- |
| 0     | 95 o +  | 0     |
| 4     | 90 a 94 | 0     |
| 8     | 85 a 89 | 8     |
| 8     | 80 a 84 | 0     |
| 8     | 75 a 79 | 16    |
| 24    | 70 a 74 | 12    |
| 24    | 65 a 69 | 12    |
| 20    | 60 a 64 | 20    |
| 24    | 55 a 59 | 36    |
| 32    | 50 a 54 | 40    |
| 84    | 45 a 49 | 56    |
| 52    | 40 a 44 | 44    |
| 64    | 35 a 39 | 52    |
| 24    | 30 a 34 | 44    |
| 28    | 25 a 29 | 8     |
| 12    | 20 a 24 | 20    |
| 36    | 15 a 19 | 44    |
| 56    | 10 a 14 | 64    |
| 40    | 5 a 9   | 40    |
| 16    | 0 a 4   | 12    |

## Economia
El 2007 la població en edat de treballar era de 812 persones, 585 eren actives i 227 eren inactives. De les 585 persones actives 542 estaven ocupades (298 homes i 244 dones) i 41 estaven aturades (22 homes i 19 dones). De les 227 persones inactives 68 estaven jubilades, 95 estaven estudiant i 64 estaven classificades com a «altres inactius».

### Ingressos
El 2009 a Vasselay hi havia 455 unitats fiscals que integraven 1.189,5 persones, la mediana anual d'ingressos fiscals per persona era de 20.454 €.

### Activitats econòmiques
Dels 34 establiments que hi havia el 2007, 1 era d'una empresa extractiva, 2 d'empreses de fabricació d'altres productes industrials, 12 d'empreses de construcció, 4 d'empreses de comerç i reparació d'automòbils, 2 d'empreses d'hostatgeria i restauració, 1 d'una empresa d'informació i comunicació, 5 d'empreses financeres, 6 d'empreses de serveis i 1 d'una entitat de l'administració pública.
Dels 10 establiments de servei als particulars que hi havia el 2009, 1 era un guixaire pintor, 2 fusteries, 2 lampisteries, 4 electricistes i 1 restaurant.
L'únic establiment comercial que hi havia el 2009 era una botiga d'electrodomèstics.
L'any 2000 a Vasselay hi havia 22 explotacions agrícoles.

## Equipaments sanitaris i escolars
El 2009 hi havia 2 escoles elementals.

## Poblacions més properes
El següent diagrama mostra les poblacions més properes.